# Conseil des langues de Suède
Le Conseil des langues de Suède (en suédois : Språkrådet) est une institution chargée de la promotion et du développement de la langue suédoise. Il est en partie financé par le gouvernement suédois et a un statut semi-officiel. Il régit la langue suédoise en publiant des recommandations orthographiques, des grammaires, ou encore des ouvrages linguistiques destinés au grand public. Le conseil s’occupe aussi des cinq langues minoritaires officielles en Suède : finnois, meänkieli, yiddish, romani, same; ainsi que de la langue des signes suédoise.